# أنا لا أكذب ولكني أتجمل (فلم)
أنا لا أكذب ولكني أتجمل هو فيلم مصري من إنتاج عام 1981، عن قصة للكاتب إحسان عبد القدوس وإخراج إبراهيم الشقنقيري من بطولة صلاح ذو الفقار وأحمد زكي وآثار الحكيم.

## قصة الفيلم
رفيق حمدي (صلاح ذو الفقار) كاتب مشهور وله ابنة واحدة هي خيرية (آثار الحكيم) طالبة جامعية وهم عائلة ميسورة الحال ويسكنون بأحد الأحياء الراقية، خيرية لها زميل دراسة هو إبراهيم (أحمد زكي) الشاب الجامعي المتفوق. هو من أسرة فقيرة تسكن بمنطقة المقابر، حيث يعمل أبيه حفاراً للقبور، وأمه تعمل بخدمة البيوت. وهذا الشاب يعاني من حالة من النفور والتمرد على الوضع وبيئة الفقر التي يعيشها; ونتيجة لذلك يتظاهر أمام رفاقه بالكلية بأنه من أسرة ميسورة وغنية. تنشأ علاقة حب بينه وبين خيرية، ولا يخبرها بحقيقة الفرق بالمستوى المادي بينهما. ولكن يتم كشف هذا الخداع على يد أحد زملاءه، فتفاجأ الفتاة بأول الأمر، ولكنها تلتمس له العذر، بل وتتمسك به أكثر، بالرغم من نصيحة والدها لها بعدم جدوى هذه العلاقة وعدم تكافؤها، وتقرر الارتباط به بعد أن يتخرج من الجامعة، فالفقر ليس بأمر معيب حسب قولها. ولكن يتبين لهذه الفتاة بأن تمسكها بهذا الشاب بعد معرفة حقيقته لم يكن إلا ردة فعل مؤقتة. فتخبره بأنها لن تستطيع أن تكمل معه الارتباط. فيتفاجأ هو بقرارها ويحاول أن يبرر لها بأن مافعله هو أمر يفعله الجميع، رجالا ونساء، فهو لم يكذب عليها بمشاعره ولكنه كان يتجمل ويحاول تحسين صورته.

## بطولة
- صلاح ذو الفقار بدور رفيق حمدي
- أحمد زكي بدور إبراهيم
- آثار الحكيم بدور خيرية
- زهرة العلا بدور نادية
- فاروق يوسف بدور هاني
- ناهد سمير بدور مبروكة
- أحمد الجزيري بدور عم صالح
- مها أبو عوف بدور شقيقة هاني

## أنظر أيضًا
- قائمة الأفلام المصرية سنة 1981
- قائمة أعمال صلاح ذو الفقار